# Silent Trigger – Im Fadenkreuz des Killers
Silent Trigger – Im Fadenkreuz des Killers ist ein US-amerikanischer Actionfilm mit dem schwedischen Schauspieler Dolph Lundgren in der Hauptrolle des Profikillers Waxman.

## Handlung
Ex-Special-Forces-Agent Waxman wird von einem unbekannten Auftraggeber – „Der Supervisor“ genannt – als Scharfschütze für Attentate angeheuert. Als er mit seiner Späherin, der attraktiven Clegg, eine Politikerin töten soll, bekommt er Zweifel an seinem Auftrag. Er entschließt sich, den tödlichen Schuss nicht abzugeben, zumal er auch kein freies Schussfeld hat. Clegg bekommt daraufhin per Funk den Auftrag, Waxman sofort zu beseitigen, denn aus Sicht des Supervisors hat Waxman einen Befehl verweigert. Sie kann den Befehl jedoch nicht ausführen, denn beide geraten unter Feuer und müssen fliehen. Bei der Flucht trennen sich ihre Wege. Trotz des vermasselten Attentats bekommt Waxman einen neuen Auftrag vom Supervisor: Er soll aus einem sich im Bau befindlichen Hochhaus ein neues Ziel eliminieren. Zu seiner Überraschung ist Clegg wieder als seine Partnerin eingeteilt. Waxman traut ihr jedoch nicht. Beide stehen bereits unter Beobachtung, und als auf sie das Feuer eröffnet wird, gibt sich der Supervisor zu erkennen. Waxman und Clegg gelingt es, die finale Schlacht für sich zu entscheiden. Dabei töten sie den Supervisor. Nun können beide aussteigen.

## Kritik
„Eine plump erzählte Geschichte in Form eines Comics, die Gewalt genüsslich zelebriert und die bekannten Stereotypen reproduziert.“

## Veröffentlichung
In Deutschland bekam der Film in einer auf 90 Minuten gekürzten Fassung von der FSK zunächst eine Altersfreigabe ab 18 Jahren. Diese wurde 1999 von der Bundesprüfstelle für jugendgefährdende Medien indiziert. Im Free-TV werden verschiedene, weiter heruntergekürzte Versionen mit FSK-Freigabe ab 16 und auch Freigabe ab 18 Jahren im Nachtprogramm gezeigt, die teils nur noch eine Laufzeit von knapp über 83 Minuten haben.
2008 ließ der Concorde Filmverleih eine auf 87 Minuten gekürzte FSK-18-Fassung neu prüfen, die daraufhin eine FSK-Freigabe ab 16 Jahren erhielt und auf DVD veröffentlicht wurde. Im April 2015 stimmte die Bundesprüfstelle für jugendgefährdende Medien dem Antrag auf Streichung der ungekürzten Filmversion aus dem Index zu. Die erste ungekürzte, 94-minütige Fassung wurde in Deutschland im November 2014 auf Blu-ray Disc veröffentlicht, die daher zu diesem Zeitpunkt noch ungeprüft erschien, während neuere Auflagen seit August 2015 mit einer Freigabe „ab 18“ vertrieben werden.